# Tržič (gemeente)
Tržič (Duits: Neumarktl) is een gemeente in de Sloveense regio Gorenjska en telt 15.151 inwoners (2002).

## Plaatsen in de gemeente
Bistrica pri Tržiču, Brdo, Breg ob Bistrici, Brezje pri Tržiču, Čadovlje pri Tržiču, Dolina, Gozd, Grahovše, Hudi Graben, Hudo, Hušica, Jelendol, Kovor, Križe, Leše, Loka, Lom pod Storžičem, Novake, Paloviče, Podljubelj, Popovo, Potarje, Pristava, Retnje, Ročevnica, Sebenje, Senično, Slap, Spodnje Vetrno, Tržič, Vadiče, Visoče, Zgornje Vetrno, Zvirče, Žiganja vas

## Geboren in Tržič
- Johannes Damascenus Dev (1732-1786), dichter
- Peter Gros (1834-1913), dichter
- Andrej Perne (1844-1914), dichter
- Ivan Toporiš (1867-1915), dichter
- Simon Grahovar (1709-1774), kunstschilder
- Jože Pogačnik (1902-1980), aartsbisschop
- Ignacij Hladnik (1865-1932), componist
- Andrej Praprotnik, (1827-1895), dichter
- Josip Novak (1833-1883), dichter (en leraar van Franc Metelko)

Bled · Bohinj · Cerklje na Gorenjskem · Gorenja vas-Poljane · Jesenice · Jezersko · Kranj · Kranjska Gora · Naklo · Preddvor · Radovljica · Šenčur · Škofja Loka · Tržič · Železniki · Žiri · Žirovnica